# Hovops legrasi
Hovops legrasi là một loài nhện trong họ Selenopidae.
Loài này thuộc chi Hovops. Hovops legrasi được Eugène Simon miêu tả năm 1887.